# STS-104
La STS-104 è una missione spaziale del Programma Space Shuttle.

## Equipaggio
- Comandante: Steven Lindsey (3)
- Pilota: Charles Hobaugh (1)
- Specialista di missione: Michael Gernhardt (4)
- Specialista di missione: James Reilly (2)
- Specialista di missione: Janet Kavandi (3)

Tra parentesi il numero di voli spaziali completati da ogni membro dell'equipaggio, inclusa questa missione.

## Parametri della missione
- Massa:
  - Navetta al lancio: 117.129 kg
  - Navetta al rientro: 94.009 kg
  - Carico utile: 8.241 kg
- Perigeo: 372 km
- Apogeo: 390 km
- Inclinazione: 51,6°
- Periodo: 1 ora, 32 minuti e 12 secondi

### Attracco con l'ISS
- Aggancio all'ISS : 14 luglio 2001, 3:08 UTC
- Sgancio: 22 luglio 2001, 4:54 UTC
- Durata dell'attracco: 8 giorni, 1 ora e 46 minuti

### Passeggiate spaziali
- Gernhardt e Reilly  - EVA 1
  - Inizio EVA 1: 15 luglio 2001 - 3:10 UTC
  - Fine EVA 1: 15 luglio 2001 - 9:09 UTC
  - Durata: 5 ore e 59 minuti
- Gernhardt e Reilly  - EVA 2
  - Inizio EVA 2: 18 luglio 2001 - 3:04 UTC
  - Fine EVA 2: 18 luglio 2001 - 9:33 UTC
  - Durata: 6 ore e 29 minuti
- Gernhardt e Reilly  - EVA 3
  - Inizio EVA 3: 21 luglio 2001 - 4:35 UTC
  - Fine EVA 3: 21 luglio 2001 - 8:37 UTC
  - Durata: 4 ore e 2 minuti